# Meraporus nigrocyaneus
Meraporus nigrocyaneus är en stekelart som beskrevs av William Harris Ashmead 1894. Meraporus nigrocyaneus ingår i släktet Meraporus och familjen puppglanssteklar.
Artens utbredningsområde är Grenada. Inga underarter finns listade i Catalogue of Life.